# Raseiniai
Raseiniai ( escoltar (?·pàg.)), és una de les 103 ciutats de Lituània situada al comtat de Kaunas a l'est dels pujols al sud de la regió etnogràfica de Samogítia a la vora del riu Dubysa, a uns 5 km al nord de l'autopista Vílnius-Klaipėda.

## Història

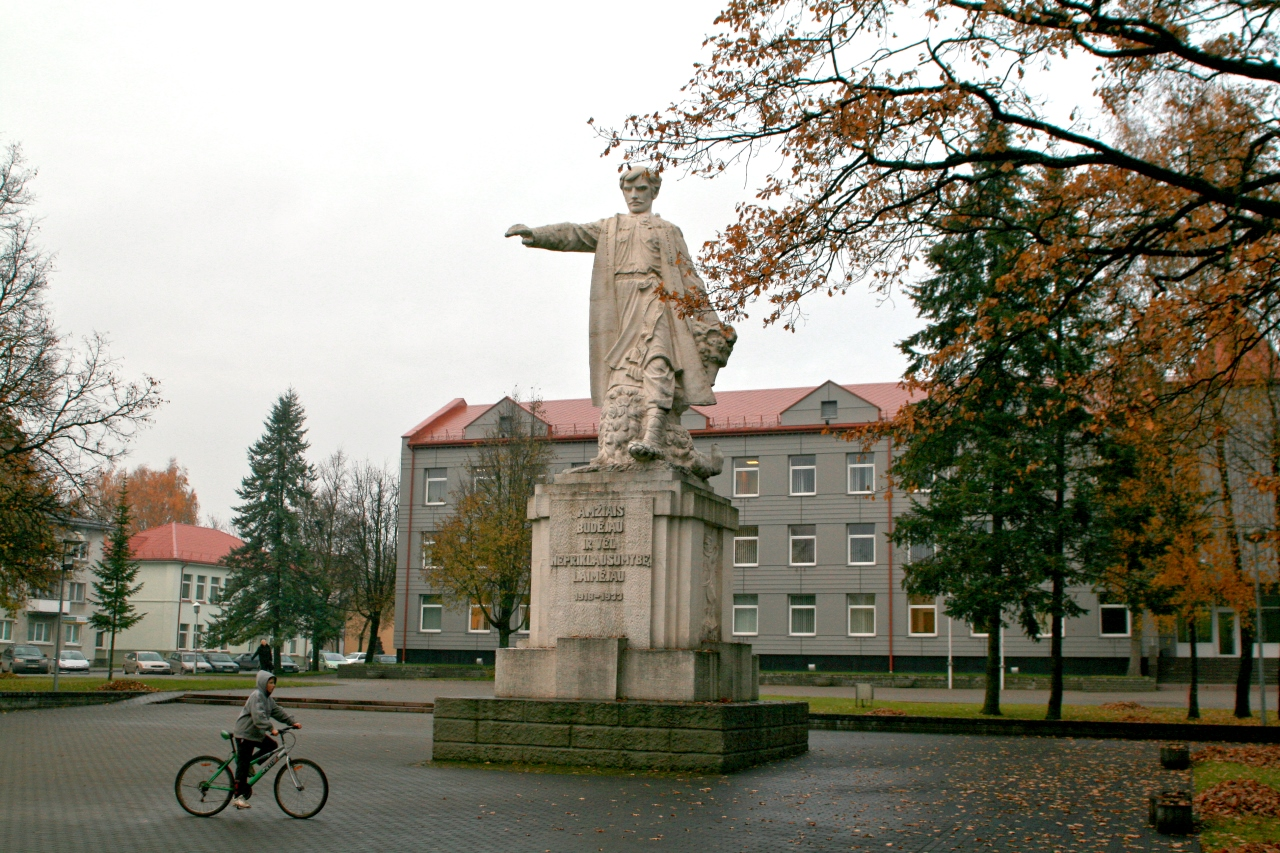
Escultura simbolitzant a Samogítia

El nom del Raseiniai va ser esmentat per primera vegada el 1253. Als segles XIV-XVIII, Raseiniai era una de les ciutats més importants de la regió de Samogítia. Raseiniai va ser arruïnat durant la Segona Guerra Mundial, aproximadament el 90 per cent dels edificis van ser destruïts. L'església de l'Ascensió de la Verge Santa Maria, que va ser construïda el 1782, va sobreviure a la guerra.
Els turistes s'aturen breument a l'estàtua de "Samogitian" en el centre de la ciutat. L'escultura, que és de l'escultor Vincas Grybas i simbolitza la zona etnogràfica de Samogítia: un home fort després d'haver domat un os amb al·lusió a la Revolta polonesa del 1830. A la base de l'escultura es troben diversos relleus amb la representació de la lluita contra l'opressió tsarista. Va ser erigida a Raseiniai el 1933-1934.

## Ciutats agermanades
- Lubartów, Polònia